# Gröbbemolen
De Gröbbemolen of Fleringer Molen is een koren- en pelmolen in Fleringen in de Nederlandse provincie Overijssel.
De huidige molen werd in 1846 gebouwd op de plaats waar een molen uit 1822 was afgebrand. De molen kwam in 1955 in het bezit van de gemeente Tubbergen. In dat jaar werd de molen gerestaureerd, in 1975 wederom. De molen is sindsdien regelmatig in bedrijf dankzij een vrijwillig molenaar. Bijzonder aan deze molen is de vorm van de romp. Bij de meeste ronde stenen molens is deze conisch gemetseld. Bij de Fleringer Molen is het eerste gedeelte van ongeveer drie meter loodrecht opgemetseld, waarna het bovenste stuk wel een conische vorm heeft. Alhoewel de molen op een heuveltje staat, heeft de molen geen inritten en is het een grondzeiler.
De roeden van de molen, met een lengte van 22 meter, zijn voorzien van het oudhollands hekwerk met zeilen. De molen heeft twee koppels maalstenen en een pelsteen.